# Tamás Szalai (ur. 1980)
Tamás Szalai (ur. 10 stycznia 1980 w Székesfehérvár) – węgierski piłkarz, występujący na pozycji pomocnika.